# Euridice I di Macedonia
Euridice I (in greco antico: Εὐρυδίκη?, Eurydìke, da ευρύς, "ampia" e δίκη "giustizia"; 407 a.C. circa) fu regina consorte del re macedone Aminta III, dal 392 al 370 a.C. e successivamente moglie del reggente Tolomeo di Aloro dal 368 al 365 a.C.
Ebbe tre figli, che, in tempi diversi, salirono tutti sul trono di Macedonia: Alessandro II, Perdicca III e Filippo II, il padre di Alessandro Magno, del quale Euridice fu dunque la nonna paterna.

## Biografia

### Origini
Euridice nacque intorno al 407 a.C. Secondo la testimonianza di Strabone e tre iscrizioni rinvenute a Vergina, il nome del padre era Sirra (in greco antico: Σίρρας?, Sìrras), personaggio altrimenti ignoto se non per una sua menzione nella Politica di Aristotele.
Non è noto il nome della madre di Euridice, ma sappiamo che era a sua volta figlia di Arrabeo, il re della Lincestide, un piccolo stato indipendente situato nella Macedonia Superiore.
Nonostante il nonno materno di Euridice fosse il re di Lincestide, Plutarco testimonia che la figlia di Sirra era di origine illirica, notizia confermata da Libanio e dalla Suda. La filologa Elizabeth Donnelly Carney giunge alla conclusione che probabilmente Euridice fosse di famiglia illirica da parte di padre e di origine linceste da parte di madre, attraverso il nonno Arrabeo. Questa ipotesi non è però condivisa da altri studiosi, come Elias Kapetanopoulos, che sottolinea come il nome Sirra, peraltro molto raro, sia tipicamente macedone per il raddoppiamento della ρ e la terminazione in -ας, mentre la testimonianza di Aristotele, che nomina Sirra prima del suocero Arrabeo quando elenca gli avversari di Archelao II nella guerra scoppiata tra Macedonia e Lincestide, non farebbe che confermare, secondo il filologo greco, l'origine linceste del padre di Euridice.

### Regina di Macedonia

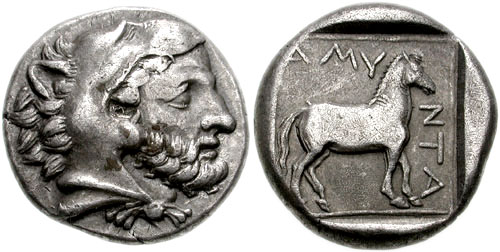
Moneta di Aminta III

Euridice sposò il re di Macedonia Aminta III e da lui ebbe tre figli: Alessandro, Perdicca e Filippo. Aminta ebbe anche un'altra moglie, di nome Gigea; il fatto che nessuno dei figli di Gigea salì sul trono (mentre tutti e tre i figli di Euridice divennero re) e che sia Giustino che Diodoro dicano espressamente che Alessandro, il primogenito di Euridice, fosse il primo dei figli di Aminta, fa dedurre agli studiosi che Euridice fosse la prima moglie e in ogni caso quella di personalità predominante.
Giustino tramanda che Euridice congiurò per uccidere il marito con l'aiuto del marito di Eurinoe, sua figlia, che era il suo amante. Lo storico romano non riporta il nome del genero di Euridice, ma dalle testimonianze di Diodoro e da uno scolio ad Eschine si può dedurre che si trattasse di Tolomeo di Aloro, futuro reggente di Macedonia.
La congiura fu scoperta da Eurinoe, che avvertì il re. Quest'ultimo perdonò Euridice e Tolomeo, ma poco dopo morì per cause naturali e salì al trono il primogenito di Aminta, Alessandro II (370 a.C.). Due anni dopo, secondo la testimonianza di Giustino, Euridice e il suo genero-amante uccisero Alessandro e Tolomeo di Aloro salì al trono, come reggente di Perdicca III, secondogenito di Aminta e di Euridice (368 a.C.).
La testimonianza di Giustino appare inverosimile ai moderni per diverse ragioni:
1. Secondo la testimonianza di Eschine,[14] dopo la morte del marito, Euridice chiese ed ottenne aiuto del generale ateniese Ificrate per consolidare la discendenza al trono dei figli.[15]
2. Plutarco addita Euridice come modello per l'educazione dei figli: difficilmente l'avrebbe fatto se Euridice avesse ucciso Alessandro.[6][17]

Gli storici moderni reputano quindi inattendibile il racconto di Giustino, ipotizzando invece che il vero assassino di Alessandro fosse Tolomeo di Aloro e che Euridice si sia adattata a sposarlo pur di assicurare ai figli minori, con l'aiuto di Ificrate, la discendenza al trono. In questo modo Euridice garantiva a Tolomeo, che l'aveva sposata, la legittimazione alla reggenza, che fu tra l'altro confermata dopo l'intervento militare tebano di Pelopida che, accorso in aiuto degli avversari di Tolomeo, ottenne da quest'ultimo la promessa di lasciare il trono ai figli di Euridice.
Tre anni dopo la sua ascesa al trono, Tolomeo di Aloro fu però ucciso da Perdicca III, che vendicò così la morte del fratello (365 a.C.). Perdicca morì poi in battaglia nel 359 a.C. e gli successe il figlio neonato Aminta IV, che ebbe Filippo, il terzogenito di Euridice, come tutore e reggente al trono. Poco dopo, però, Filippo si dichiarò a sua volta re di Macedonia, spodestando definitivamente il nipote Aminta, al quale diede in sposa la figlia Cinane: dai due sarebbe nata Euridice II, la futura moglie di Filippo III Arrideo, mentre Filippo II rimase sul trono per ventitré anni fino al suo assassinio 336 a.C., quando divenne re suo figlio Alessandro Magno.
Le fonti antiche non tramandano altre notizie su Euridice, ma alcuni ritrovamenti archeologici a Verghina del 1982 e del 1990 hanno riportato alla luce delle iscrizioni che, oltre a confermare il nome del padre Sirra, testimoniano la devozione religiosa della regina per la dea Eucleia.